# Hod Lipson

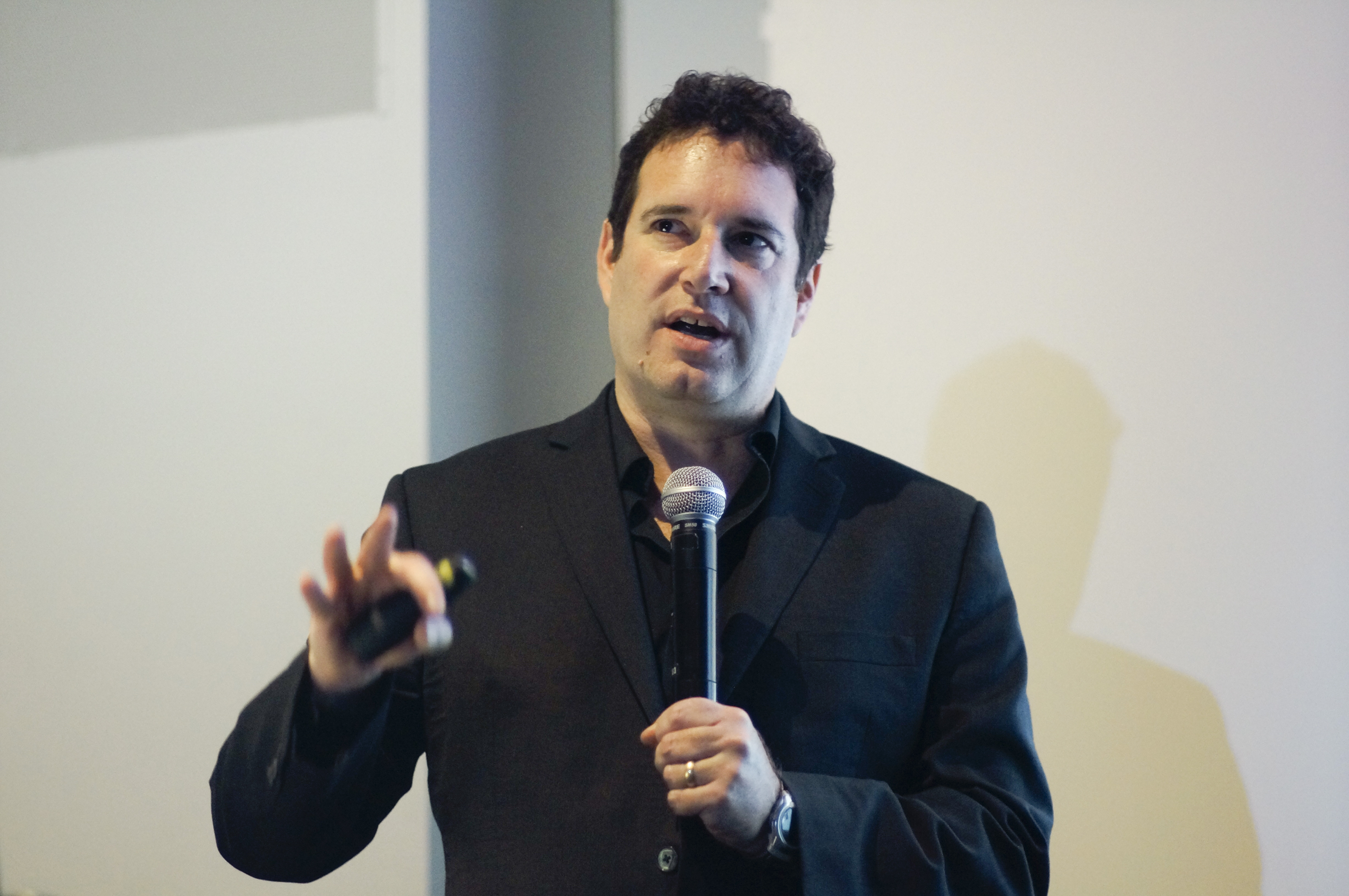
Hod Lipson

Hod Lipson (* 1967 in Haifa) ist ein amerikanischer Robotik-Forscher.

## Leben
Lipson studierte ab 1985 Maschinenbau am Technion. Nach seinem Abschluss mit Auszeichnung 1989 leistete er seinen Wehrdienst bei der Israelischen Marine. Bei seinem Ausscheiden 1994 hatte er den Rang eines Kapitänleutnants und kehrte ans Technion zurück, wo er 1998 promoviert wurde.
Anschließend forschte er als Postdoc an der Brandeis University und unterrichtete zugleich am MIT. 2001 erhielt er eine Stelle als Assistant Professor an der Cornell University, wo er die Molecubes entwickelte. 2008 wurde er dort zum Associate Professor und 2015 zum Ordinarius befördert. Kurz darauf wechselte er jedoch auf eine Data-Science-Professur an der Columbia University, wo er seitdem das Creative Machines Lab leitet.